# Moss (Automarke)

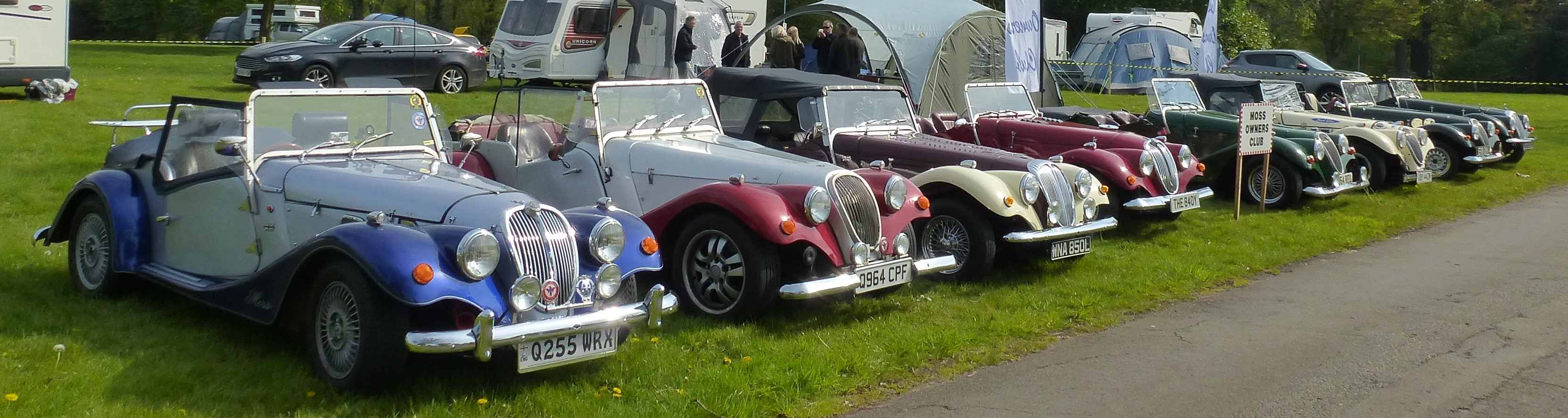
Mehrere Moss

Moss war eine britische Automarke, die von 1981 bis 2000 von sechs verschiedenen Automobilherstellern zur Vermarktung von Bausatzfahrzeugen genutzt wurde.

## Markengeschichte
John Cowperthwaite gründete 1981 das Unternehmen Moss Motor Company in Sheffield in der Grafschaft South Yorkshire. Er begann mit der Produktion von Automobilen und Kits. Der Markenname lautete Moss. 1985 zerstörte ein Feuer das Werk. Cowperthwaite gründete daraufhin in Handsworth bei Sheffield das neue Unternehmen Moss Sportscars sowie noch im gleichen Jahr JC Autopatterns in Sheffield. C. S. A. Character Cars aus Radstock bei Bath in Somerset 1987, Hampshire Classics aus Basingstoke in Hampshire 1987 und zuletzt Moss Cars (Bath) aus Bath ebenfalls 1987 setzten die Produktion fort. 2000 endete die Produktion laut zweier Quellen. Allerdings wurde Moss Cars (Bath) bereits am 6. Mai 1997 aufgelöst.
Insgesamt entstanden etwa 1310 Exemplare.

## Fahrzeuge
Nachstehend eine Übersicht über die Modelle, Zeiträume, ungefähre Produktionszahlen, Hersteller und Kurzbeschreibungen.
| Modell        | Zeitraum  | Stückzahl | Hersteller | Kurzbeschreibung | Foto |
| ------------- | --------- | --------- | --- | --- | ---- |
| Moss Malvern  | 1983–2000 | 500       | - 1983–1985 Moss Motor Company - 198500000 Moss Sportscars - 1985–1987 JC Autopatterns - 198700000 C. S. A. Character Cars - 198700000 Hampshire Classics - 1987–2000 Moss Cars (Bath) | Offenes Fahrzeug im Stil der 1930er Jahre mit 2 + 2 Sitzen. Fahrgestell von Triumph Herald oder Triumph Vitesse oder Leiterrahmen mit Vierzylindermotor vom Ford Cortina. Ab 1992 Basis Ford Sierra, V8-Motor von Rover möglich. |      |
| Moss Mamba    | 1981–1987 | 10        | - 1981–1985 Moss Motor Company - 198700000 C. S. A. Character Cars | Offenes Fahrzeug, das vom AKS Continental von Auto Kraft Shells (1959–1962) inspiriert war. Anfangs Fahrgestell vom Triumph Herald und Triumph Vitesse, ab 1984 auch auf Basis Ford Escort.                                      |      |
| Moss Monaco   | 1981–2000 | 300       | - 1983–1985 Moss Motor Company - 198500000 Moss Sportscars - 1985–1987 JC Autopatterns - 198700000 C. S. A. Character Cars - 198700000 Hampshire Classics - 1987–2000 Moss Cars (Bath) | Technik wie Moss Malvern, optisch ein Rennwagen im Stile der 1950er Jahre. Die Karosserie bestand aus einem Teil Fiberglas, die vorderen Kotflügel waren mitlenkend.                                                             |      |
| Moss Roadster | 1981–2000 | 500       | - 1983–1985 Moss Motor Company - 198500000 Moss Sportscars - 1985–1987 JC Autopatterns - 198700000 C. S. A. Character Cars - 198700000 Hampshire Classics - 1987–2000 Moss Cars (Bath) | Zweisitziger Roadster, ansonsten dem Moss Malvern entsprechend. |      |